# Taïna Barioz
Taïna Barioz, född den 2 juni 1988 i Papeete, är en fransk utförsåkare. Hon har en andraplats och en tredjeplats som bäst i världscupen. Dessutom har hon ett guld i lag från VM 2011 i Garmisch-Partenkirchen. Hon debuterade i världscupen den 3 februari 2006.